# Coenotephria flavistrigata
Coenotephria flavistrigata är en fjärilsart som beskrevs av W. Warren 1888. Coenotephria flavistrigata ingår i släktet Coenotephria och familjen mätare. Inga underarter finns listade i Catalogue of Life.